# Niepubliczne Nauczycielskie Kolegium Języków Obcych w Bydgoszczy
Niepubliczne Nauczycielskie Kolegium Języków Obcych (NNKJO) w Bydgoszczy – niepubliczna placówka edukacyjna  w Bydgoszczy, nad którą opiekę naukową i dydaktyczną sprawuje Uniwersytet Gdański.

## Charakterystyka
Kolegium jest zakładem kształcenia nauczycieli języków obcych w dwóch specjalnościach:
- język angielski,
- język niemiecki.

Organem prowadzącym placówki jest Oddział Regionalny Towarzystwa Wiedzy Powszechnej w Bydgoszczy. Kształcenie odbywa się na podstawie zezwolenia udzielonego przez Ministerstwo Edukacji Narodowej. Opiekę dydaktyczno-naukową nad Kolegium sprawuje Uniwersytet Gdański.
Kadrę NNKJO stanowią angliści, germaniści oraz „native speakers” z Wielkiej Brytanii oraz innych krajów anglojęzycznych. Zajęcia są prowadzone w oparciu o nowoczesne metody nauczania z wykorzystaniem sprzętu audiowizualnego
Studia w systemie dziennym lub zaocznym trwają trzy lata. Absolwenci otrzymują dyplom licencjata uczelni patronackiej Kolegium tj. Uniwersytetu Gdańskiego. Następnie mogą podjąć pracę w szkolnictwie lub kontynuować naukę na studiach magisterskich. Dyplom ukończenia Kolegium uprawnia do nauczania języka angielskiego lub niemieckiego w szkołach podstawowych, gimnazjalnych i ponadgimnazjalnych.

## Baza dydaktyczna
Siedziba NNKJO w Bydgoszczy znajduje się w budynku przy ul. Grunwaldzkiej 32, położonym w dzielnicy Okole.